# Zwartlijfzwartkop
Talavera aperta is een spinnensoort in de taxonomische indeling van de springspinnen (Salticidae).
Het dier komt uit het geslacht Talavera. Talavera aperta werd in 1971 beschreven door František Miller.